# Ernst Christian Hesse
Ernst Christian Hesse (* 14. April 1676 in Großengottern; † 16. Mai 1762 in Darmstadt) war Kapellmeister, Komponist und ein bedeutender Gambist.

## Leben
Hesse verbrachte seine Schulzeit in Bad Langensalza und Eisenach. In Eisenach sang er vermutlich unter dem Kantor Andreas Christian Dedekind im Schulchor. Als Kanzleibeamter trat er 1693 in die Dienste des Landgrafen Ernst Ludwig von Hessen-Darmstadt, der ihm besonders zugetan war. Dieser ermöglichte ihm nicht nur den Abschluss eines Jura-Studiums, sondern er schickte ihn auch nach Paris, wo er bei Marin Marais und Antoine Forqueray, den beiden berühmtesten Gambisten Europas, auf diesem Instrument ausgebildet wurde. 1702 wurde Hesse am Darmstädter Hof zum Secretär der Kriegs- und französischen, auch anderer ausländischen Affairen ernannt. Von 1707 bis 1714 war Hesse Direktor der Darmstädter Hofkapelle, wobei er neben den Opernaufführungen insbesondere wohl auch für die Rekrutierung musikalischer Kräfte und die Beschaffung von Instrumenten zuständig war. Von seinen Werken sind eine Reihe von Gambenstücken und eine Oper erhalten geblieben.

## Familie und Nachkommen
Ernst Christian Hesse entstammte einem Freisassengeschlecht in Großengottern. 
Seine Eltern, der sächsische Vormundschaftsrat und Kirchenbaumeister Johannes Hesse (1651–1694) und die aus einer Pfarrerfamilie stammende Magdalena Dorothea geb. Kirst (1654–1695), starben schon recht früh.
Ernst Christian Hesse war dreimal verheiratet.
Seine erste Ehe ging er 1696 ein mit Katharina Magdalena Merck (30. Juli 1680 – 29. April 1698), Tochter des Darmstädter Hofapothekers Georg Friedrich Merck. Die erste Ehe blieb kinderlos.
Seine zweite Frau wurde 1703 Anna Katharina Merck (14. April 1683 – 10. April 1713). Sie war die Halbschwester seiner ersten Frau. Kinder aus zweiter Ehe:
- Georg Friedrich Hesse (*/† 1704)
- Georg Friedrich Hesse (1705–1707)
- Anna Elisabeth Hesse (1707–1766) ⚭ 1726 Georg Friedrich Anton Schneider (1697–1736)
- Georg Ludwig Hesse (1709–1729)
- Franz Ernst Hesse (*/† 1711)
- Marie Hedwig Hesse (1712–1780) ⚭ 1736 Heinrich Bernhard Jungk

Seine dritte Frau wurde 1713 die Opernsängerin Johanna Elisabeth Döbricht (16. September 1692 – 23. Februar 1786). Kinder aus dritter Ehe:
- Ludwig Ernst Hesse (1714–1772) ⚭ 1742 Eleonore Dorothea Arnold (1718–1766)
- Johann Wilhelm Hesse (1715–1807) ⚭ 1743 Christiane Eleonore Elwert (1725–1792)
- Ludwig Christian Hesse (1716–1772)
- Charlotte Friederike Hesse (1717–1800) ⚭ 1738 Philipp Wohlrath Klippstein (1711–1773)
- Justus Philipp Hesse (*/† 1720)
- Christina Elisabeth Hesse (1721–1724)
- Simon Heinrich Hesse (1722–1756) ⚭ Eva Elisabeth Schneider
- Conrad Friedrich Hesse (1724–1787) ⚭ 1749 Anna Katharina Merck (1731–1798)
- Franz Ernst Hesse (1726–1730)
- Andreas Peter von Hesse (1728–1803) ⚭ 1761 Friederike Katharina Flachsland (1744–1801)
- Magdalena Elisabeth Hesse (1730–1734)
- Christiana Elisabeth Hesse (1731–1759)

Zu seinen Nachkommen zählen u. a. Gudrun Zapf-von Hesse, die Brüder Friedrich Trendelenburg, Wilhelm Trendelenburg, Paul Trendelenburg, Ernst Trendelenburg und Ferdinand Trendelenburg, Ernst Fabricius, Hans Speidel, Friedrich von Wachter, Friedrich Wilhelm Euler, die Brüder Johann und Andreas Schleiermacher, Ernst von Klipstein, Ernst Rulo Welcker (1904–1971), Heinrich Matthes (1903–1963) und Egbert Hayessen.